# Магдалевка
Магдалевка или Магдаловка (укр. Магдалівка) — село в Скалатской городской общине Тернопольского района Тернопольской области Украины.
До 2020 года входило в Подволочисский район.
Население по переписи 2001 года составляло 674 человека. Почтовый индекс — 47850. Телефонный код — 3543.